# Geranium lazicum
Geranium lazicum är en näveväxtart som först beskrevs av Jurij Nikolajevitj Voronov, och fick sitt nu gällande namn av Carlos Aedo. Geranium lazicum ingår i släktet nävor, och familjen näveväxter. Inga underarter finns listade i Catalogue of Life.